# Bellegarde-Poussieu
Bellegarde-Poussieu település Franciaországban, Isère megyében. Lakosainak száma 1015 fő (2022. január 1.). Bellegarde-Poussieu Sonnay, La Chapelle-de-Surieu, Jarcieu, Moissieu-sur-Dolon, Montseveroux és Pact községekkel határos.

## Népesség
A település népességének változása:
| Lakosok száma | 567  | 616  | 699  | 908  | 962  | 982  | 990  | 991  | 1000 | 1015 |
|               | 1968 | 1982 | 1990 | 2006 | 2013 | 2015 | 2017 | 2019 | 2020 | 2022 |